# Stankovce
Stankovce este o comună slovacă, aflată în districtul Trebišov din regiunea Košice. Localitatea se află la altitudinea de 138 m deasupra n.m., se întinde pe o suprafață de 4,41 km2 și în 2017 număra 168 de locuitori.

## Istoric
Localitatea Stankovce este atestată documentar din 1355.

## Demografie
| An:                | 1994 | 2004   | 2014    | 2024    |
| ------------------ | ---- | ------ | ------- | ------- |
| Număr de persoane: | 177  | 189    | 164     | 136     |
| Diferență:         |      | +6,77% | −13,22% | −17,07% |

| An:                | 2023 | 2024   |
| ------------------ | ---- | ------ |
| Număr de persoane: | 138  | 136    |
| Diferență:         |      | −1,44% |